# Archophileurus zischkai
Archophileurus zischkai är en skalbaggsart som beskrevs av S. Endrödi 1981. Archophileurus zischkai ingår i släktet Archophileurus och familjen Dynastidae. Inga underarter finns listade.